# Casei Gerola
Casei Gerola – miejscowość i gmina we Włoszech, w regionie Lombardia, w prowincji Pawia.
Według danych na rok 2005 gminę zamieszkuje 2535 osób, 105,6 os./km².